# جزيرة راك
جزيرة راك هي جزيرة تقع في سلطنة عُمان.